# Горохова, Екатерина Юрьевна
Екатерина Горохова (род. 5 марта 1967 года, Ленинград) — генеральный директор Kelly Services CIS (с 2002 года), вице-президент (с 2004 года), генеральный директор Ассоциации частных агентств занятости (с 2011 года). Ранее работала на высоких позициях в области продаж в компании Unilever (1992—1999),  занимала пост генерального директора Kelly Services в Швеции (2001—2002).
Награждена Почетной грамотой Правительства РФ «За вклад в подготовку и проведение XXII Олимпийских зимних игр и XI Паралимпийских зимних игр 2014 года в Сочи» и Памятной медалью «XXII Олимпийские зимние игры 2014 года в г. Сочи».
Более 10 лет входит в рейтинг «Топ 1000 российских менеджеров» по версии ИД КоммерсантЪ. Входит в рейтинг Global Power 100 — Women in Staffing международного аналитического агентства Staffing Industry.

## Биография

### Образование
Екатерина Горохова родилась в Ленинграде. Окончила Ленинградский политехнический институт по специальности «инженер-механик исследователь» в 1990 году. Получила степень магистра технических наук. Дополнительное образование в области менеджмента получила за рубежом по совместной программе Чикагского университета (США) и Instituto de Empresa (Испания).

### Карьера
С 1992 по 1999 годы Екатерина Горохова работала в компании Unilever в области продаж на позициях от Key Account Manager до Business Unit Manager.
В июне 1999 года Екатерина пришла в Kelly Services CIS на должность директора отделения в Санкт-Петербурге. В этом же году российское представительство Kelly Services было впервые удостоено награды «International Excellence Award» от штаб-квартиры компании.
В октябре 2001 года Екатерина Горохова была назначена генеральным директором Kelly Services в Швеции.
В ноябре 2002 года Екатерина возвращается в Россию и занимает пост генерального директора Kelly Services CIS, а с июня 2004 года также является вице-президентом компании.
В 2014 компания Kelly Services получила статус поставщика XXII Олимпийских зимних игр и XI Паралимпийских зимних игр 2014 года в Сочи в категории «Услуги по подбору постоянного персонала». В 2014 году награждена почетной грамотой Правительства РФ «За вклад в подготовку и проведение XXII Олимпийских зимних игр и XI Паралимпийских зимних игр 2014 года в Сочи» и памятной медалью «XXII Олимпийские зимние игры 2014 года в г. Сочи». Также Екатерина — факелоносец Эстафеты Олимпийского огня «Сочи 2014».
Регулярно входит в рейтинг «Топ 1000 российских менеджеров» по версии ИД КоммерсантЪ.
В 2017 году впервые вошла в рейтинг Global Power 100 — Women in Staffing международного аналитического агентства Staffing Industry Analysts.

### Деятельность в Ассоциации частных агентств занятости
В феврале 2011 года, по инициативе компаний ANCOR, Adecco, Kelly Services и Manpower, была основана Ассоциация частных агентств занятости] (АЧАЗ). Екатерина Горохова возглавила Ассоциацию в должности генерального директора, которую занимает и по сей день.
Сейчас в АЧАЗ входит 13 агентств.

### Эксперт
Екатерина Горохова выступает в качестве эксперта на российских и международных форумах специалистов по подбору персонала, дает экспертные комментарии на темы рынка труда, подбора и мотивации персонала в ведущих федеральных и отраслевых СМИ, ведет блог о трудоустройстве на YouTube.